# Amico di Rambona
Amico (Monte Milone, X secolo – Monte Milone, 996) è stato un abate italiano, venerato come santo dalla Chiesa cattolica. Il nome Amico è di origine franca e molto diffuso in Italia intorno all'XI secolo, l'abate viene spesso confuso con altri santi omonimi del periodo, come Amico di Avellana.

## Biografia
Amico di Rambona nacque a Monte Milone, cittadina marchigiana, che oggi è chiamata Pollenza in provincia di Macerata. Era figlio di Bongiovanni, probabilmente signore del Castello di Monte Milone, o comunque militare che viveva nell'antica fortezza del paese. 
Della sua vita sappiamo poco, alcune notizie ci giungono dal Liber Gratissimus di San Pier Damiani del 1052, quindi ipoteticamente pochi anni dopo la sua morte.
Pier Damiani ci dà le informazioni soltanto sull'origine e la morte del santo:
(S.P. Damiani, Liber Gratissimus)
San Pier Damiani, nel suo Liber Gratissimus, citò il caso di Sant'Amico come dimostrazione che anche i chierici ordinati da vescovi simoniaci potessero, nonostante tutto, aspirare ad una vita di santità.
Da quel poco che si conosce della sua vita sappiamo che fu monaco, poi sacerdote e fu il secondo abate benedettino dell'Abbazia di Rambona, potentissimo cenobio poco distante dal suo paese di nascita. Lo precedette nelle funzioni di abate Olderigo. Morì nel 996 presso la chiesa di Santa Maria a Monte Milone, edificio di culto all'epoca dipendente dall'Abbazia di Rambona e a cui era annesso un piccolo ospizio. Oggi in questo luogo sorgono la chiesa ed il chiostro dei Santi Antonio e Francesco. Da qui il corpo venne spostato e tumulato nell'Abbazia di Rambona, dove riposa ancora.

## Culto
Poco dopo la morte di Sant'Amico, i cittadini dei dintorni cominciarono a visitare di frequente la tomba del monaco abate. All'interno del suo sepolcro sono state trovate più di 400 monete (medievali e rinascimentali) provenienti da diverse zecche dell'Italia centrale, ungheresi, greche e molti ex voto. Questa testimonierebbe che la tomba del santo è stata meta di pellegrinaggi nei secoli; all'abate sono attribuite proprietà taumaturgiche, specialmente nei confronti dei mali dell'ernia. Inoltre il corpo del santo è stato trovato avvolto in panneggi rari e preziosi, custoditi oggi presso i Musei Vaticani come il noto dittico eburneo di Rambona.
Dal momento della morte il suo corpo riposa nella cripta dell'Abbazia di Rambona. A seguito di un incendio che ha distrutto il primo sepolcro in legno, il corpo del santo fu posto in un'urna rinascimentale di pietra datata 1510, da cui fu spostato solo a metà del Novecento. Nonostante la devozione popolare abbia da subito invocato Amico e chiesto di erigere un altare a lui dedicato immediatamente dopo la sua morte, in realtà fu riconosciuto santo soltanto sotto il papato di Urbano VIII nel '600.

### Iconografia

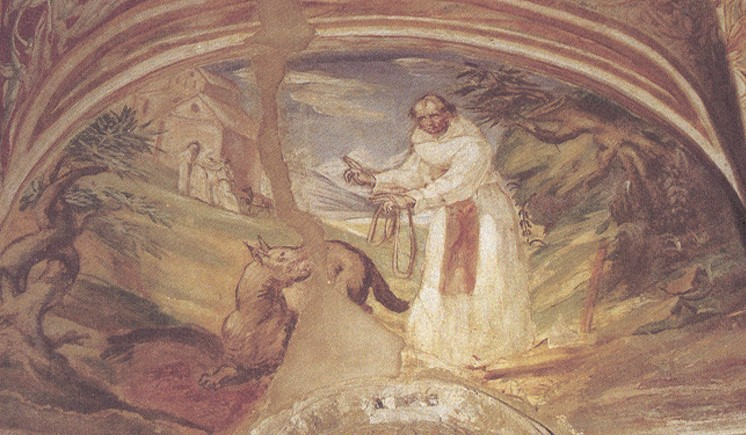
Abbazia di Rambona, cripta, affresco raffigurante Sant'Amico che ammansisce il lupo, autore ignoto, sec. XII-XIV

Negli affreschi presenti nella cripta e nel presbiterio dell'Abbazia Rambona, Amico compare con l'abito bianco e nero cistercense, ma è una sovrapposizione storica perché, dopo i benedettini furono i cistercensi a guidare l'abbazia. Nelle scene che lo raffigurano egli è in atto di ammansire il lupo che secondo la leggenda avrebbe sbranato l'asino dell'abbazia. Nella sagrestia della chiesa di S. Francesco a Tolentino un quadro del 1475 lo ritrae in atto d'intercedere presso il trono della Madonna per due bambini malati d'ernia. Una stampa su rame conservata presso la Biblioteca comunale di San Severino Marche lo ritrae in estasi, in abiti da Abate e con il lupo. Altre opere d'arte lo raffigurano a Pioraco, San Ginesio, Caldarola, Macerata, Civitanova e Guastalla.